# James Parton

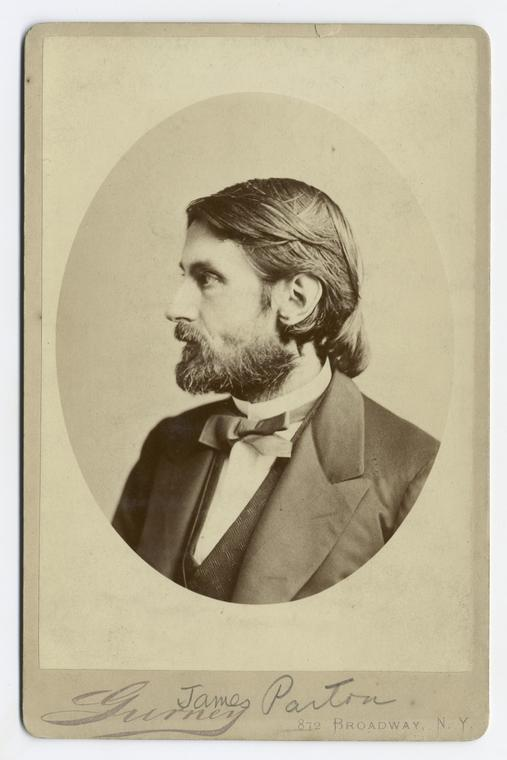
James Parton

James Parton (* 9. Februar 1822 in Canterbury, England; † 17. Oktober 1891 in Newburyport, Massachusetts) war ein amerikanischer Schriftsteller, der besonders als Verfasser von Biografien hervortrat. 

## Leben
Parton übersiedelte im Alter von fünf Jahren, nach dem Tod seines Vaters, zusammen mit seiner Mutter und drei Geschwistern von England in die USA. Er studierte an der John Swinburne’s Academy in White Plains im Staat New York und wurde dort nach seinem Abschluss Lehrer.
Nach einem Besuch in England kehrte er 1845 in die USA zurück und erhielt in Philadelphia die Stelle eines Lehrers an einer Privatschule. Er erwarb nun die amerikanische Staatsbürgerschaft. Seine Stelle als Lehrer musste er jedoch bald wieder aufgeben, da er sich als Agnostiker bekannte, was im religiös geprägten Amerika auf Ablehnung stieß.
1848 nahm Parton in New York eine Stelle an einer Privatakademie an und begann nebenbei zu schreiben. Damit hatte er so viel Erfolg, dass ihn das New York Home Journal 1852 als Autor verpflichtete. Die Zusammenarbeit dauerte jedoch nur kurz, er trennte sich im Streit von dem Blatt und begann stattdessen mit dem Schreiben von Biografien. 1855 erschien The Life of Horace Greeley. Dem Buch folgten weitere: 1857 Life and Times of Aaron Burr, 1860 Life of Andrew Jackson, 1864 Life and Times of Benjamin Franklin, 1874 Life of Thomas Jefferson und  1881 Life of Voltaire. Daneben erschien von ihm noch 1863 General Butler in New Orleans, 1867 Famous Americans of Recent Times, 1868 The Peoples Book of Biography, 1883 Noted Women of Europe and America und in zwei Serien 1884 und 1891 Captains of Industry für ein jugendliches Publikum. Er galt als einer der meistgelesenen Biografen seiner Zeit.
Parton war mit Thomas Nast befreundet und verwandtschaftlich verbunden. Seine erste Ehefrau war die Schriftstellerin Fanny Fern, bürgerlich Sarah Parton.

## Werke
Bücher von James Parton im Internet Archive - online
| Personendaten    | Personendaten                      |
| ---------------- | ---------------------------------- |
| NAME             | Parton, James                      |
| KURZBESCHREIBUNG | amerikanischer Autor und Publizist |
| GEBURTSDATUM     | 9. Februar 1822                    |
| GEBURTSORT       | Canterbury, England                |
| STERBEDATUM      | 17. Oktober 1891                   |
| STERBEORT        | Newburyport, Massachusetts         |